# 何珮珊
何珮珊，SBS，CDSM，CMSM，JP（1967年12月31日—），香港退休公務員，曾出任香港海關關長，亦是香港首位出任關長的女性。她在1991年入職香港海關出任海關督察，及後曾出任海關鐵路及渡輪口岸科總指揮官打擊香港奶粉水貨客問題，並在2021年10月21日獲委任為香港海關關長。她於2024年12月31日卸任，並從公務員系統退休。

## 早年生涯
何珮珊在1967年12月31日生於英屬香港九龍，父親為錶帶山寨廠的東主，並一直在觀塘生活。她先於中學時代就讀英華女學校，及後入讀香港城市理工學院主修会计学，故在取得商業文学士後曾從事會計行業。後來，她因工作沉悶及朋友間均有意投考海關，繼而抱著隨便一試的心態投考香港海關的海關督察職位並獲得取錄。

## 公務員生涯

### 早年生涯
何珮珊在1991年2月18日加入香港海關任職海關督察。她坦然入讀海關訓練學院的初期不甚習慣，但因熱水供應失靈而習慣以冷水洗澡。另外，她也曾因沒向校長敬禮被罰加操，從而練出比別人優勝的步操技巧。她在訓練學院畢業時獲選最優秀學員，並於結業禮上由檢閱官施偉賢頒獎。她在2001年以兼讀形式修畢香港大學公共行政碩士學位課程，並以香港海關的績效管理為畢業論文題材。
何於2006年至2007年曾借調至保安局，並在2010年晉升至海關監督職級。她在2013年再升任為海關高級監督，獲派至海關鐵路及渡輪口岸科出任總指揮官，處理香港奶粉水貨客等走私問題，她甚至曾親自於羅湖管制站指揮行動。及後，她因超卓的表現而在香港2017年度授勳及嘉獎名單上獲授予香港海關榮譽獎章，並在同年跳過海關總監督職級，直接晉升至海關助理關長。在2019年她進一步晉升為海關副關長，任內負責服務自動及電子化的工作。在副關長任內，她亦在2019年為部隊首次引入中式步操，並在全民国家安全教育日時向公眾表演。

### 海關關長
何珮珊在2021年10月21日獲委任為海關關長，成為首位擔任香港海關首長的女性。她的就職典禮是2021年修訂《國旗及國徽條例》後的首個主要官員就任宣誓儀式，因此成為首個在中华人民共和国国徽下宣誓就任的主要官員。在完成儀式後，她向記者表示澳大利亚的龍蝦從香港走私進入中国内地會對破壞中國對澳洲實施的貿易限制，並危害國家安全，故香港海關在近日加強打擊。由於中國政府一直以公共衛生及檢測原因為由拖延或拒絕來自澳洲的龍蝦入口，何因此被視為首名承認中國向澳洲實施經濟制裁的中方官員。結果，澳大利亚外交贸易部部長丹·特漢就何的言論要求北京當局說明是否正對澳施行貿易限制。事後，何在接受香港中聯辦机关報《文匯報》專訪時澄清食物安全為國家安全之一，並認為自己的言論被惡意扭曲，絕不容忍意圖誤導公眾及醜化部門的行為。
何在上任初期就決定海關自此須根據《港區國安法》評估進口香港印刷品內容是否違例，審查包括具體內容、含意、當時社會狀況等。在2021年香港立法會選舉期間，她指示各關口加強包括書本雜誌、影片、印刷品等的物品檢查，防止危害國家安全的資訊入口。她於2022年1月表示部門已投入恢復全面通關的籌備工作，同時亦加強打擊因2019冠状病毒病疫情而日漸惡化的走私問題。
李家超在2022年6月16日公佈他領導的香港特別行政區第六屆政府的主要官員時，何獲續任海關關長。新任期展開後，她亦在7月27日於香港2022年度授勳及嘉獎名單中獲授予香港海關卓越獎章。她在續任後於2023年3月正式推出貴金屬及寶石交易商規管制度，登記總值於12萬港元或以上的交易，打擊洗錢及恐怖分子集資的潛在風險。另外，疫情亦令陸路水貨活動再度活躍，她決定在海關訓練中加強教授中华人民共和国海关总署的架構及運作，以便學員在日後合作。除了部門行動及運作外，她亦為青少年舉辦發展計劃，在教授海關知識的同時為他們建立愛國價值觀。2024年12月31日，陳子達獲委任為香港海關關長，接替年屆57歲而退休的何珮珊。她在退休後，於2025年7月1日的香港2025年度授勳及嘉獎名單獲港府頒發銀紫荊星章，以及於同年11月26日起擔任非官守太平紳士。

## 個人生活
何珮珊於2004年擔任海關助理監督時因在保安局工作而邂逅時任總入境事務主任的曾國衛。她表示首次與曾見面時他才剛剛完成深圳灣口岸的工程視察，因此對雙腳沾滿泥污的他留下深刻印象，認為對方是有責任心的人。曾及後獲得到香港特別行政區政府駐北京辦事處工作的機會，何鼓勵及支持曾外派駐京辦，兩人因而分隔兩地。兩人在2007年決定結婚，由於曾被派駐北京，故此婚禮由何負責籌備，兩人在儀式過後更因需返回工作崗位而沒有渡蜜月。兩人沒有子女，亦坦言不喜歡小朋友。同時，他們因工作應酬較多而甚少在家聚餐，何甚至超過一年也不在家入廚。

## 榮譽

### 紀律部隊嘉獎
- 香港海關助理關長嘉許狀（1999年、2003年及2005年）[5]
- 香港海關長期服務獎章（2009年2月18日）[40]
- 香港海關長期服務獎章第一加敘勳扣（2016年2月18日）[41]
- 香港海關榮譽獎章（C.M.S.M.）（香港2017年度授勳及嘉獎名單；2017年7月1日）[5][11]
- 香港海關長期服務獎章第二加敘勳扣（2021年2月18日）[42]
- 香港海關卓越獎章（C.D.S.M.）（香港2022年度授勳及嘉獎名單；2022年7月27日）[29]

### 勳章
- 銀紫荊星章（S.B.S.）（香港2025年度授勳及嘉獎名單；2025年7月1日－）[36]
- 非官守太平紳士（J.P.）（香港2025年度授勳及嘉獎名單；2025年11月26日）[36]

### 頭銜
- 何珮珊，CMSM（Louise Ho Pui-shan, CMSM，2017年7月1日－2022年7月26日）[5][11]
- 何珮珊，CDSM，CMSM（Louise Ho Pui-shan, CDSM, CMSM，2022年7月27日－2025年6月30日）[29]
- 何珮珊，SBS，CDSM，CMSM（Louise Ho Pui-shan, SBS, CDSM, CMSM，2025年7月1日－2025年11月25日）[36]
- 何珮珊，SBS，CDSM，CMSM，JP（Louise Ho Pui-shan, SBS, CDSM, CMSM, JP，2025年11月26日－）[36]

## 外部連結
- 海關關長何珮珊於香港政府一站通網頁的介紹 （页面存档备份，存于）

| 政府职务      | 政府职务                                | 政府职务      |
| ------------- | --------------------------------------- | ------------- |
| 前任： 鄧以海 | 海關關長 2021年10月21日－2024年12月30日 | 繼任： 陳子達 |